# 11288 Окунохосоміті
11288 Окунохосоміті (11288 Okunohosomichi) — астероїд головного поясу, відкритий 10 грудня 1990 року.
Тіссеранів параметр щодо Юпітера — 3,218.
Названо на честь Окунохосоміті (яп. おくのほそみち(奥の細道) окунохосоміті)